# Frénois (Vosges)
Frénois é uma comuna francesa na região administrativa do Grande Leste, no departamento de Vosges. Estende-se por uma área de 4.94 km². Em 2010 a comuna tinha 54 habitantes (densidade: 10,9 hab./km²).